# آن تیلور
آن تیلور (به انگلیسی: Ann Taylor) (زادهٔ ۳۰ ژانویه ۱۷۸۲ - درگذشتهٔ ۲۰ دسامبر ۱۸۶۶) شاعر و منتقد ادبی انگلیسی بود. در جوانی او شاعر و ترانه سرای کودکان بود که موجب محبوبیت طولانی مدت او شد. بعدها و زمانی که هنوز ازدواج نکرده بود یک منتقد ادبی سخت گیر شد که این شهرت زیادی را برایش همراه داشت. او خواهر بزرگتر و همکار جین تیلور است که او نیز مانند خواهرش شاعر و داستان‌نویس بود.
آنگونه که پسر آن تیلور در زندگینامه مادرش نوشته است، معمولاً از دو شعر کوتاه که توسط خواهران تیلور سروده شده، بیشتر یاد می‌شود. شعر مادرم که توسط آن تیلور گفته شده ترانه‌ای برای زندگی است و چشمک بزن ستاره کوچولو که توسط جین سروده شده، به طبیعت اشاره دارد و این تفاوتهای بین دو خواهر را توصیف می‌کند.